# كان ياما كان (مسلسل أمريكي)
كان ياما كان (بالإنجليزية:Once Upon A Time) هو مسلسل تلفزيوني أمريكي من نوع فنتازيا ودراما من تأليف إدوارد كتسس و‌آدم هورويتز.
بدأ عرضه في 23 أكتوبر عام 2011 على ABC، وانتهى عرضه في 18 مايو 2018.
تقع أحداث المسلسل في بلدة خيالية تدعى «ستوري بروك» والتي سكانها هم شخصيات من عدة حكايات تم نقلهم إلى «العالم الحقيقي» وسلبت منهم ذكرياتهم الحقيقية الملكة الشريرة - ريجينا (لانا باريلا) - واستبدلتها بأخرى مزيفة، وذلك عن طريق استخدام لعنة قوية أخذتها من رامبل ستلسكن (روبرت كارليل). الأمل الوحيد للبلدة يقع بين يدي امرأة تدعى إيما سوان (جنيفر موريسون)، ابنة سنو وايت (جينيفر غودين) والأمير تشارمنغ (جوش دالاس)، التي تم نقلها من عالم الحكايات إلى العالم الحقيقي قبل أن تصاب باللعنة. نتيجة لذلك، هي الوحيدة القادرة على إبطال اللعنة وإعادة الذكريات الحقيقية لسكان البلدة، بمساعدة ابنها هنري ميلز (جاريد إس جيلمور)، الذي اجتمعت به مؤخراً (بعد أن أعطته للتبني عند ولادته)، وكتابه الذي يحوي المفتاح لإنهاء اللعنة. هنري هو الابن المتبنى لريجينا (التي هي عمدة البلدة).

## فريق العمل والشخصيات

### الشخصيات الرئيسية
- جينيفر غودين في دور سنو وايت/ميري مارغريت بلانشرد
- جنيفر موريسون في دور إيما سوان
- لانا باريلا في دور الملكة الشريرة
- روبرت كارليل في دور رامبل ستلسكن/السيد غولد
- جوش دالاس في دور الأمير تشارمنغ/جوش دالاس
- جاريد إس جيلمور في دور هنري ميلز
- إميلي دي رافن في دور بيل (حسناء)
- ميغان أوري في دور ذات الرداء الأحمر/الذئب/روبي
- كولين في دور هوك

### الشخصيات المتناوبة
- رافائيل سبارج في دور جنمي الكريكيت/أرشيبالد هوبر
- جيمي دورنان في دور الصياد/الشريف غرهام
- إيون بيلي في دور بينوكيو/أوغست دبليو بوث
- سارة بولغر في دور الأميرة أرورا (فجر)
- سباستيان ستان في دور ماد هاتر/ جفرسون

## وصلات خارجية
- كان ياما كان على موقع IMDb (الإنجليزية)
- كان ياما كان على موقع ميتاكريتيك (الإنجليزية)
- كان ياما كان على موقع روتن توميتوز (الإنجليزية)
- كان ياما كان على موقع نتفليكس (الإنجليزية)
- كان ياما كان على موقع كينوبويسك (الروسية)
- كان ياما كان على موقع ألو سيني (الفرنسية)
- كان ياما كان على موقع قاعدة بيانات الفيلم (الإنجليزية)

- الموقع الرسمي
- كان ياما كان  على فيسبوك. على الفيس بوك
- كان ياما كان في قاعدة بيانات الأفلام على الإنترنت
- كان ياما كان نسخة محفوظة 3 يونيو 2013 على موقع واي باك مشين. في TV.Com